# Böckfeldalm
Die Böckfeldalm (auch Böckfeldalpe) ist eine Alm in der Gemeinde Bad Gastein im österreichischen Bundesland Salzburg.

## Lage und Charakteristik
Die Böckfeldalm befindet sich an den südlichen Hängen des Hirschkarkogels in der Goldberggruppe. Sie gehört zur Ortschaft Bad Gastein und zur Katastralgemeinde Böckstein. Der westliche Abschnitt der Alm liegt im Landschaftsschutzgebiet Gasteiner-Tal. Westlich des Areals fließt ein linker Zubringer der Nassfelder Ache.
Eine Almhütte steht auf einer Höhe von 1538 m ü. A. Die Alm ist von einem Grünerlen-Buschwald umgeben. Die Rotwild-Ruhezone Böckfeldalm nordwestlich der Almhütte darf von 1. November bis 31. Mai nicht betreten werden.

## Geschichte
Im von 1823 bis 1830 erstellten Franziszeischen Kataster ist die Alm mit drei Gebäuden als Zitterauer Alpe verzeichnet. Im Jahr 1839 erfasste eine Lawine die Almhütte, die danach wiederhergestellt wurde. Bei der Almhütte erbaute Silvester Haas 1931 die Gastwirtschaft Böckfeldalm. Für die alte Almhütte war zu dieser Zeit noch der Name mittlere Zitteraueralm in Verwendung. Die Gastwirtschaft war ein einstöckiger Holzbau im Pinzgauer Stil. Sie wurde im Februar 1935 durch eine Lawine vom Zitterauer Tisch zerstört. Die Almhütte blieb dabei unversehrt. Letztere wurde noch im 21. Jahrhundert fallweise als Jausenstation bewirtschaftet.